# Cindy Wilson
Cynthia Leigh "Cindy" Wilson, född 28 februari 1957 i Athens, Georgia, är en amerikansk sångerska och låtskrivare. Hon är mest känd för att ha varit medlem i rockbandet The B-52’s. Wilson hade en äldre bror, Ricky (1953–1985) som också var medlem i bandet.

## Diskografi

### Solo
Studioalbum
- 2017 – Change

EP
- 2016 – Sunrise
- 2017 – Supernatural

Singlar
- 2018 – "No One Can Tell You" / "Ballistic (Live From PressureDrop.tv)"

Promosinglar
- 2017 – "Mystic"
- 2017 – "Brother"

## Filmografi
- 1980 – One-Trick Pony
- 1987 – Athens, GA: Inside/Out (dokumentärfilm)
- 1998 – The Rugrats Movie ("Baby singers", röst)